# Władysław Bończa-Uzdowski
Władysław Bończa-Uzdowski, poljski general, * 1887, † 1957.